# .vg
.vg為英屬維爾京群島國家及地區頂級域（ccTLD）的域名。該域名於1997年2月20日啟用。該域名沒有任何註冊限制，用戶可以申請註冊二級域名。

## 外部連結
- IANA .vg whois information（页面存档备份，存于）
- .vg domain registration website（页面存档备份，存于）